# Borgmästaregården, Malmö
Borgmästaregården är ett bostadsområde i norra delen av stadsdelen Hyllie, Malmö.
Borgmästaregården ligger mellan Pildammsparken och Stadiongatan, öster om Stadionområdet. Området består av flerfamiljshus på allt från 3 till 17 våningar, byggda till största delen på 1960-talet. 
Områdets tre 17-våningshus är cirka 50 m höga och räknas som några av Malmös högre bostadshus, efter Turning Torso, Kronprinsen och Almvikshöghusen. De spelar en roll i Malmös skyline då de syns när man närmar sig staden. Två av höghusen är likadana, vita och 1 m lägre än det röda som står längst norrut. 
I området finns Annebergsskolan (F-6) samt Stadionparkens förskola. Här finns även en vårdcentral och ett äldreboende.
Torbjörn Flygts roman Underdog utspelar sig på Borgmästaregården då området var nybyggt.
Borgmästaregården är uppkallat efter egendomen med samma namn som låg på området.

## Bilder

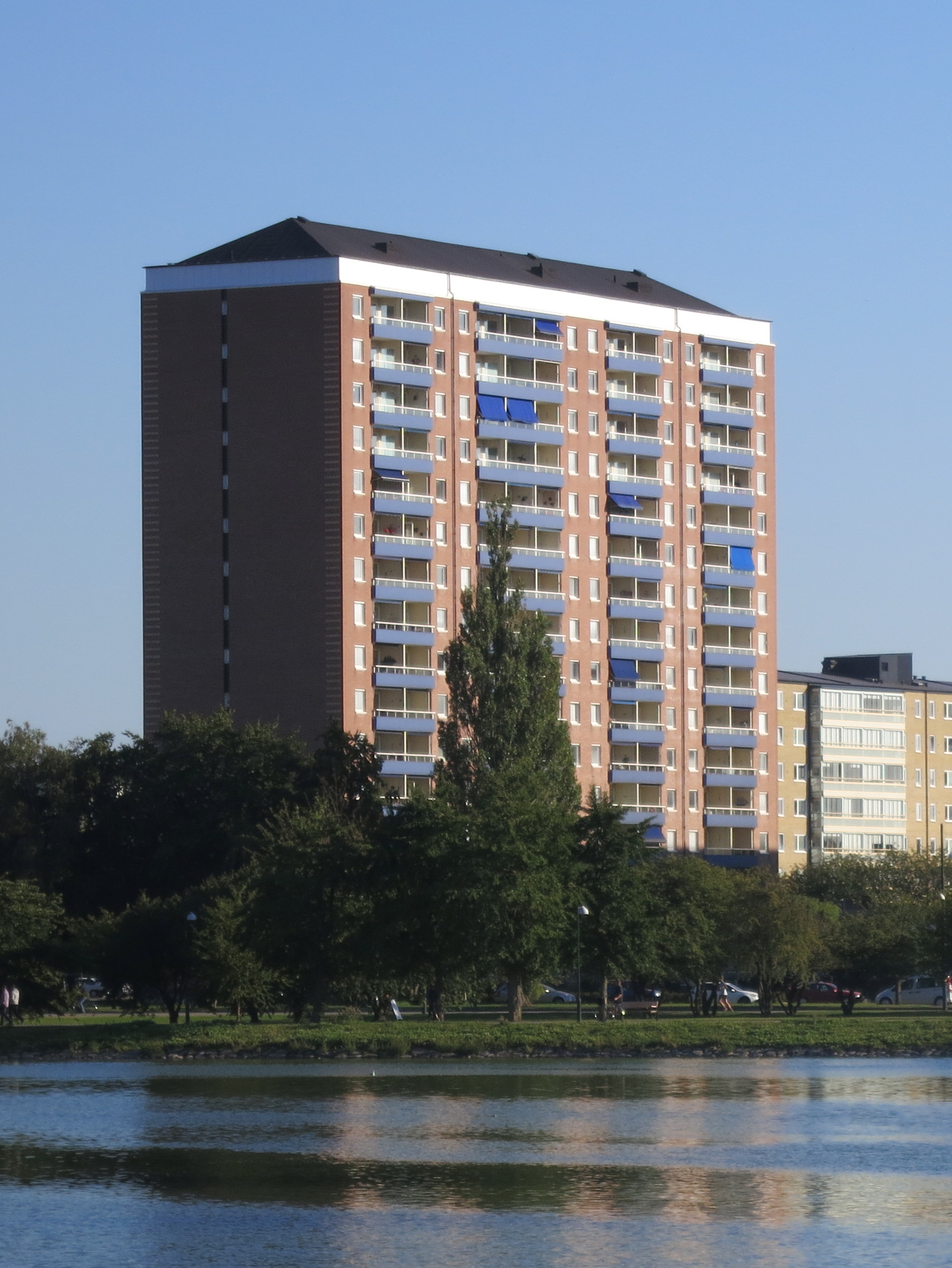
Annebergsgården
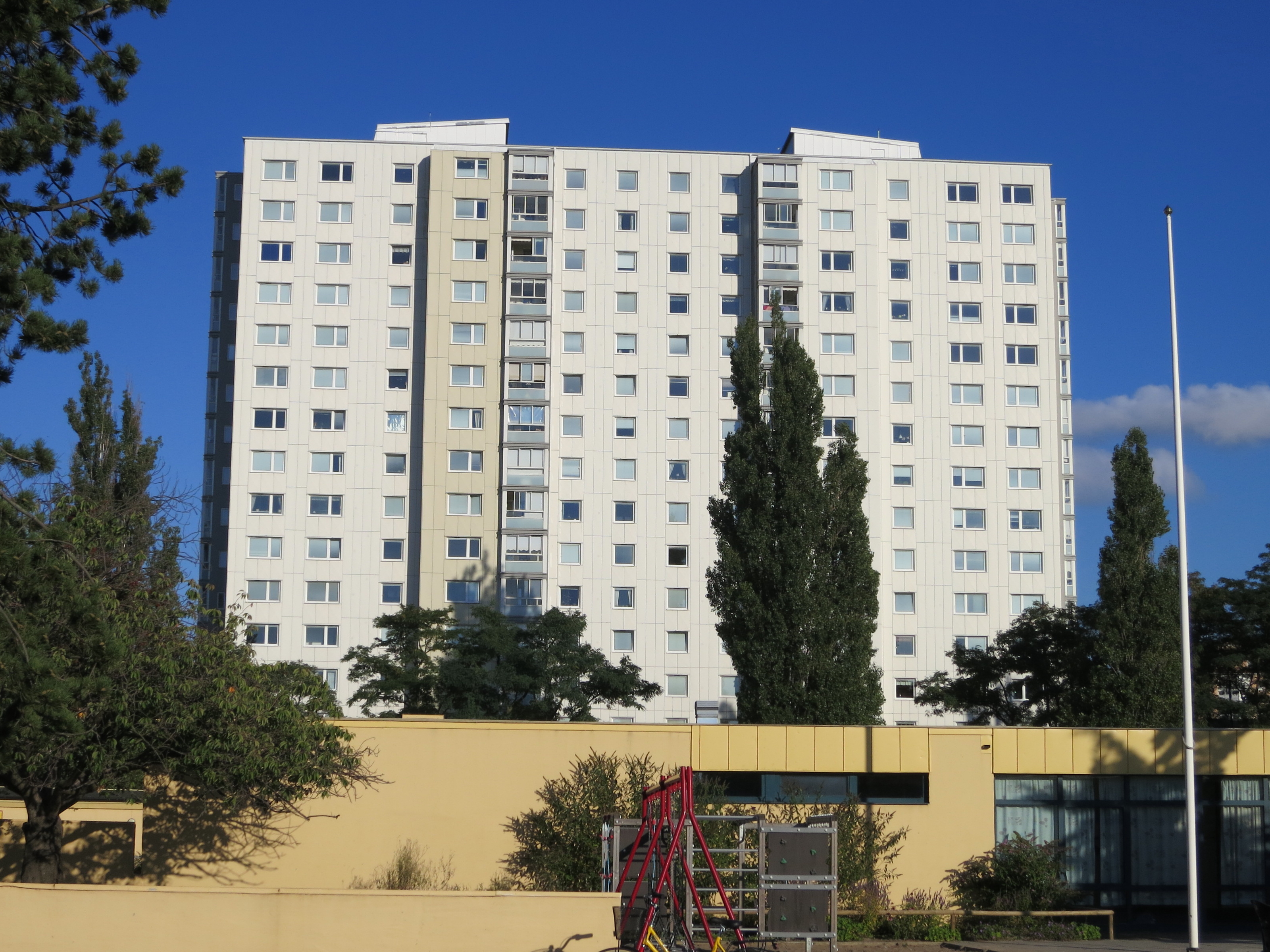
Mellersta höghuset
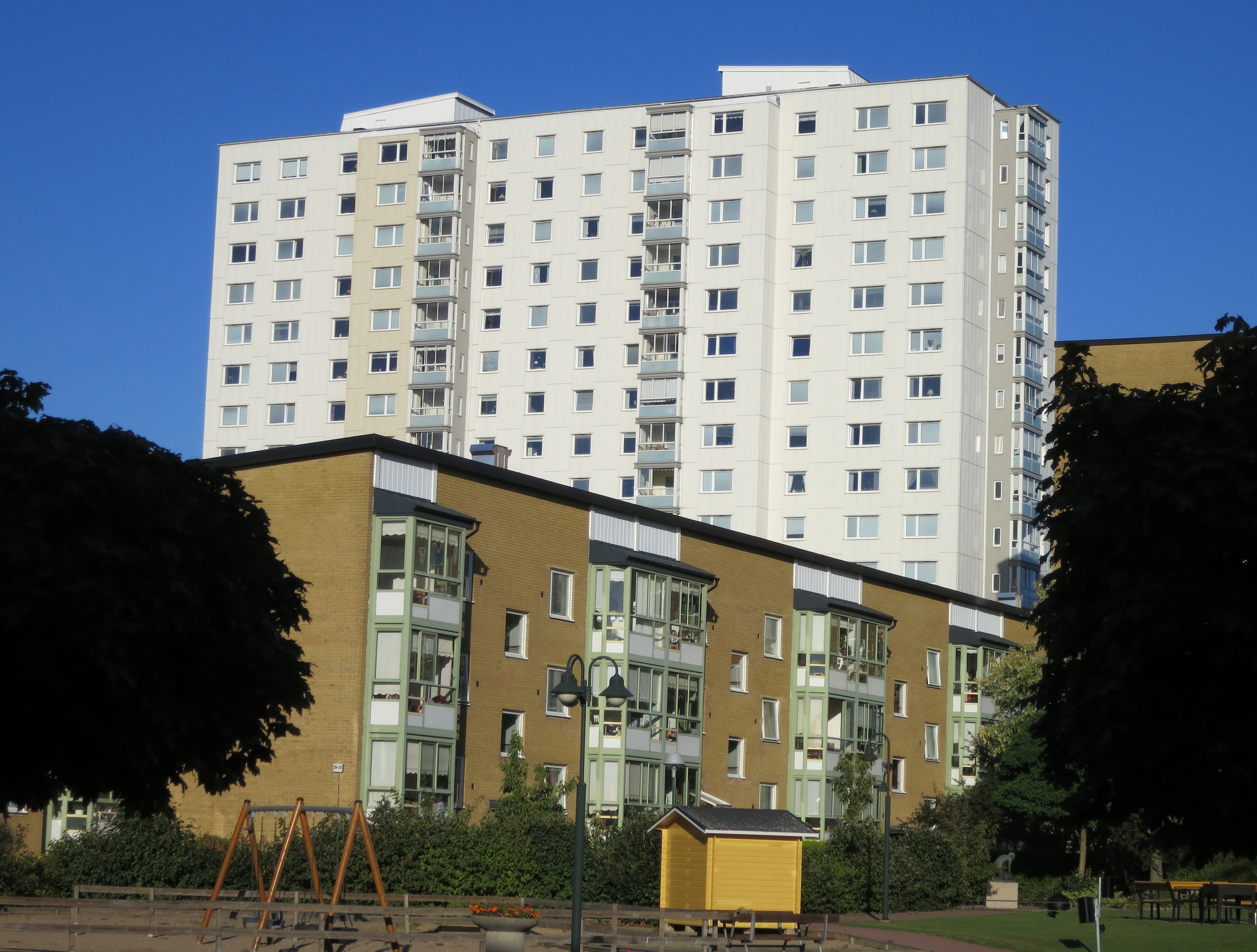
Södra höghuset